# Gaarden-Süd und Kronsburg
Gaarden-Süd und Kronsburg, Kiel-Gaarden-Süd und Kronsburg – dzielnica miasta Kilonia w Niemczech, w kraju związkowym Szlezwik-Holsztyn.